# 邁克爾·法布里坎特
邁克爾·法布里坎特爵士（英語：Sir Michael Fabricant，1950年6月12日—）是一位英格蘭政治人物，他的黨籍是保守黨。自1997年開始，他擔任利奇菲爾德選區選出的英國下議院議員。他出生在布萊頓的一個英國猶太人家庭。